# 辽宁省部分重点中学协作体
辽宁省部分重点中学协作体，又称“22校协作体”，是部分辽宁省重点高中于1986年成立的协作组织，旨在加强校际交流与合作，共同探讨教学方法的改革与创新。协作体每年定期举办年会、教学研讨会和模拟考试等活动。

## 成员校
辽宁省部分重点中学协作体共有22所协作校，由五所轮值理事校和其它17所成员校组成。

### 轮值理事校
协作体的活动组织、考试命题等由以下五所理事校轮值负责：
- 东北育才学校
- 辽宁省实验中学
- 大连市第二十四中学
- 大连市第八中学
- 鞍山市第一中学

### 其它成员校
沈阳市：沈阳市第一中学、沈阳市第四中学、沈阳市第五中学、沈阳市第二十中学、沈阳铁路实验中学；
大连市：辽宁师范大学附属中学、大连市海湾高级中学、普兰店区第二中学、瓦房店市高级中学、庄河市高级中学；
鞍山市：鞍山市鞍钢高级中学；
本溪市：本溪市高级中学、本溪市第一中学、桓仁县第一中学；
丹东市：丹东市第二中学、丹东市第四中学、东港市第二中学、凤城市第一中学；
锦州市：北镇市高级中学、锦州市第十九中学；
葫芦岛市：葫芦岛市第一高级中学。

## 活动
除年会、教学研讨会以及高三模拟考试外，协作体还不定期举办各类主题活动，如诗会、德育研讨会、社团嘉年华等活动。